# Проспект Кирова (Самара)
Проспе́кт Ки́рова в Самаре — одна из главных магистралей города, пересекающая его в поперечном направлении с северо-запада на юго-восток, протяжённостью более 11 км. Одна из основных улиц Безымянки.
До 1969 года именовался Кировским шоссе.

## Объекты
- Безымянская ТЭЦ
- Завод «Экран»[3]
- Стадион «Восход»[4][5][6]
- Станция метро «Кировская»
- Площадь им. Кирова
- Торгово-развлекательный комплекс «Вива-Лэнд»
- Свято-Воскресенский мужской монастырь
- Фабрика «Россия» — Nestle-Самара
- Бывший торговый комплекс «М-5», позже здание купил банк.

### Утраченные
- Самарский ипподром

## Памятники и монументы
Памятник самолёту Ил-2 (пересечение Московского шоссе и проспекта Кирова). Настоящий самолёт-штурмовик, построенный в Куйбышеве на авиационном заводе № 18, сбитый в бою во время Великой Отечественной войны.
После войны самолёт был найден пионерами в болотах Мурманской области вблизи станции Алакуртти, доставлен в Куйбышев на авиационный завод, отреставрирован и водружён на постамент на пересечении проспекта Кирова с Московским шоссе. Торжественное открытие памятника состоялось 9 мая 1975, в тридцатую годовщину победы СССР в Великой Отечественной войне.
Ныне это один из символов города, популярное место остановки свадебных кортежей.

## Пересечения
С начала проспекта:

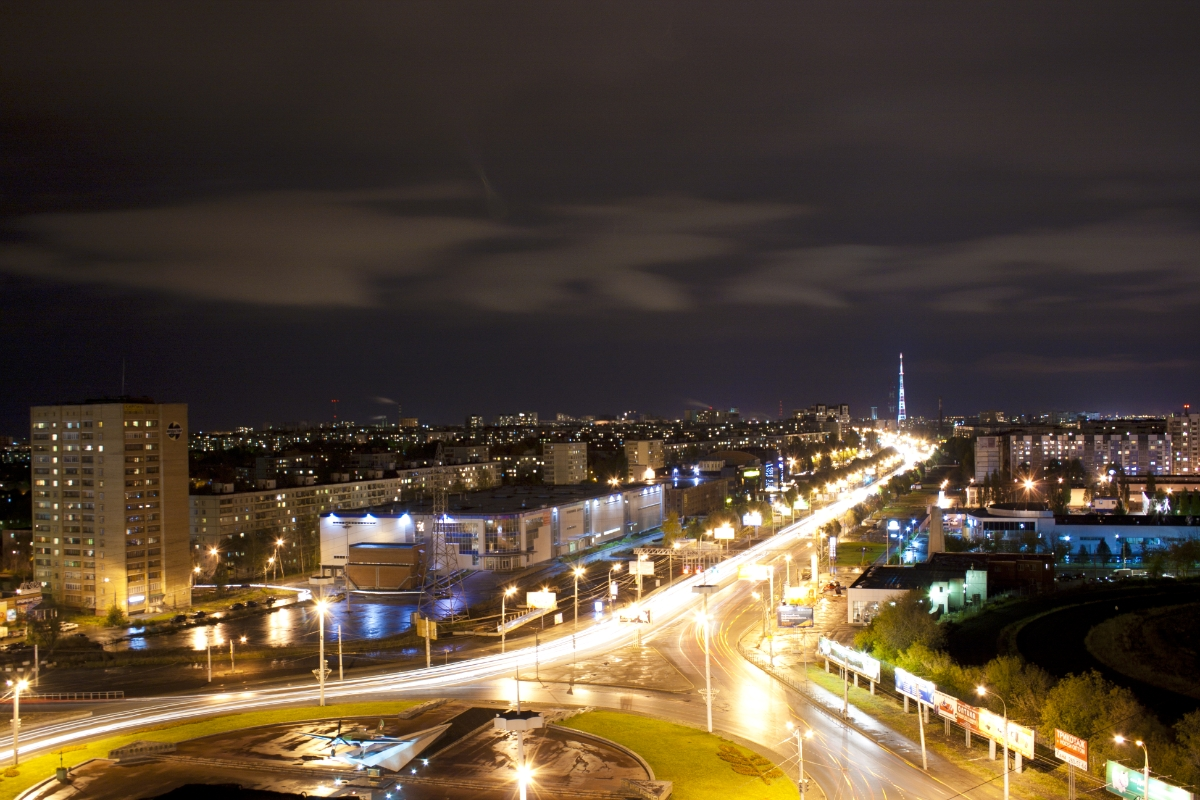
Пересечение Московского шоссе и проспекта Кирова

Ветлянская ул., Береговая ул., Льговский пер., Щигровский пер., Заводское шоссе (под эстакадой), ул. Железной Дивизии, Корсунский пер., Теннисная ул., Физкультурная ул., ул. Победы, ул. Свободы, Вольская ул., просп. Юных Пионеров, Ставропольская ул., Нагорная ул., Черемшанская ул., Мирная ул., просп. Карла Маркса, ул. Стара-Загора (кольцо), Московское шоссе (кольцо), Молодёжная ул., Ново-Садовая ул. и Солнечная ул..
Между Корсунским переулком и Теннисной улицей проспект пересекает железнодорожную магистраль Самара — Уфа — Челябинск по путепроводу (построенному в 1942 году, перестроенному в 1989).

## Транспорт
Троллейбус4, 4к, 8, 8в, 12, 13, 18, 19, 20.
ТрамвайТрамвайные пути проходят по проспекту на трёх участках. В начале проспекта — от завода «Экран» до улицы Победы проходят трамвайные маршруты 8, 10, 25. По улице Ставропольской до проспекта Кирова можно доехать на трамваях 13, 21. В районе Барбошиной поляны проходят трамвайные маршруты 5, 7, 11, 12, 14, 22, 24, 25.
Автобусы муниципальных маршрутов21, 29, 30, 34, 38, 41, 47, 51.
Маршрутные такси4, 30, 34, 38, 41, 203, 206, 213, 226, 261, 297.